# 大阪市立長吉出戸小学校
大阪市立長吉出戸小学校（おおさかしりつ ながよしでと しょうがっこう）は、大阪府大阪市平野区にある公立小学校。

## 沿革
学校周辺の平野区（当時東住吉区）長吉地区では、公営住宅の建設など地域の宅地開発が進んだことに伴い、大阪市立長吉小学校の児童数が急増して同校がマンモス校化していた。そのため1960年代後半頃から、長吉小学校を分離して長吉出戸地域に小学校を新設してほしいという要求が、地域住民から出されていた。長吉小学校の過密化を解消するため、同校の校区を分離して1973年に大阪市立長吉出戸小学校が新設開校した。
- 1973年4月1日 - 大阪市立長吉出戸小学校として、4年生以下の児童で開校。2-4年生までが長吉小学校より編入。
- 1973年6月 - 校章制定。
- 1975年10月 - 校歌制定。
- 1975年11月 - 開校・校舎落成記念式典を実施。
- 1986年 - 国語科研究校として研究発表を実施。
- 1993年 - 大阪市教育委員会から、生活科の研究校に指定される。

## 通学区域
- 大阪市平野区 長吉出戸1丁目（一部を除く）、長吉出戸2丁目-6丁目、長吉出戸7丁目（一部）。

卒業生は基本的に大阪市立長吉西中学校に進学する。

## 交通
- 地下鉄谷町線 出戸駅 北東へ約950m。
- 大阪シティバス 長吉出戸小学校前バス停。